# Andy Whipp
Andrew „Andy“ Whipp (* 11. März 1981 in Leamington Spa) ist ein ehemaliger englischer Squashspieler.

## Karriere
Andy Whipp begann seine Karriere im Jahr 2000 und gewann zwei Titel auf der PSA World Tour. Seine höchste Platzierung in der Weltrangliste erreichte er mit Rang 64 im Juni 2003. Bei Weltmeisterschaften gelang ihm 2002 das einzige Mal in seiner Karriere die Qualifikation für das Hauptfeld, in dem er in der ersten Runde gegen Thierry Lincou ausschied.

## Erfolge
- Gewonnene PSA-Titel: 2